# Henryk Zygalski
Henryk Zygalskiⓘ (* 15. Juli 1908 in Posen; † 30. August 1978 in Plymouth) war ein polnischer Mathematiker und Kryptologe.

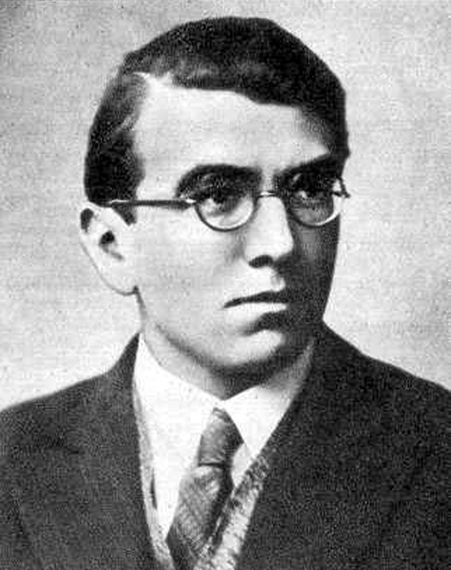
Henryk Zygalski (in den 1930er-Jahren)

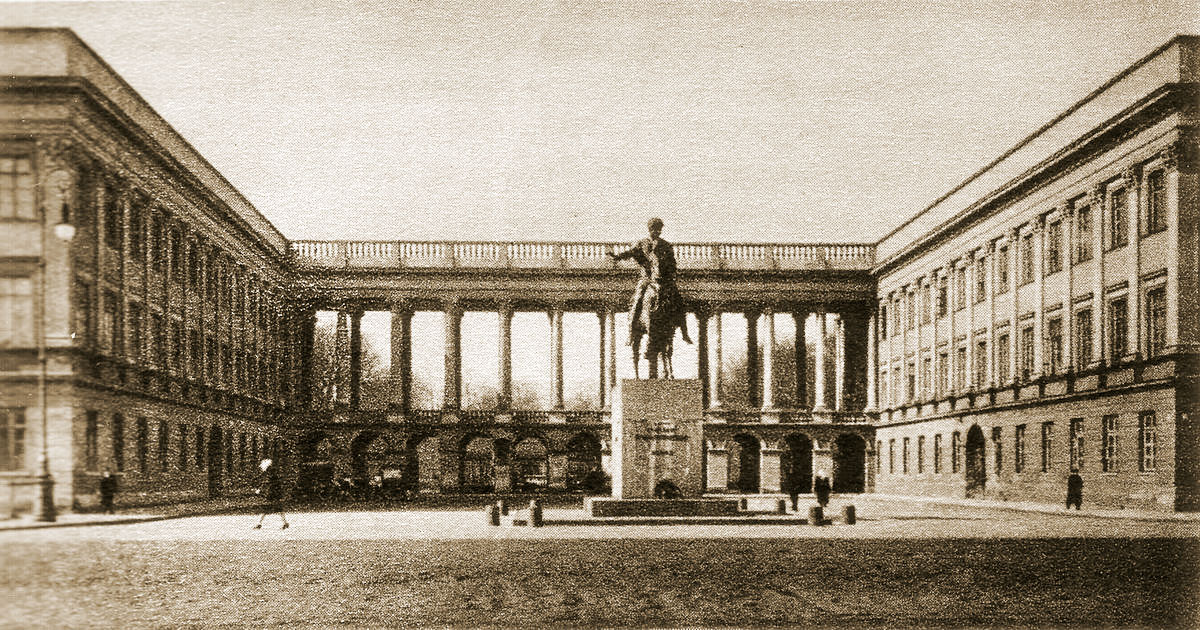
Zygalskis Arbeitsplatz bei der polnischen Dechiffrierstelle Biuro Szyfrów befand sich im rechten Flügel des Sächsischen Palais (poln. Pałac Saski)

Nach seinem Studium der Mathematik an der Universität Posen arbeitete er ab 1933 zusammen mit seinen Kollegen Marian Rejewski und Jerzy Różycki als Kryptoanalytiker in der polnischen Dechiffrierstelle, dem Biuro Szyfrów (deutsch: „Chiffrenbüro“), an der Entzifferung der Funksprüche, die die deutschen Militärs mithilfe ihrer Schlüsselmaschine Enigma verschlüsselten.
Eine spezielle Aufgabe, die bei der Entzifferung gelöst werden musste, war, die richtige Walzenlage und Walzenstellung zu erschließen, die die Deutschen jeweils zur Verschlüsselung eines Funkspruchs benutzt hatten. Hierzu leisteten besondere Lochblätter eine wertvolle Hilfe, die von Zygalski im Jahr 1938 speziell zu diesem Zweck ersonnen wurden und die nach ihm als Zygalski-Lochblätter bezeichnet werden.
Im Jahr 1939 entschloss sich die polnische Führung, angesichts der für Polen zunehmend drohenden Gefahr, die seit 1932 erfolgreich entwickelten Methodiken und Gerätschaften, mit denen es gelungen war, den von der deutschen Reichswehr und später von der Wehrmacht mithilfe der Enigma verschlüsselten Nachrichten zu entziffern, an die französischen und britischen Verbündeten weiterzugeben. Am 26. und 27. Juli 1939 kam es zum legendären Geheimtreffen französischer, britischer und polnischer Codeknacker im Kabaty-Wald von Pyry, knapp 20 km südlich von Warschau, bei dem sie den verblüfften Briten und Franzosen ihre Enigma-Nachbauten und ihre kryptanalytischen Maschinen, wie Zyklometer und Bomba, präsentierten und ihre Methodiken offenbarten. Mit diesem Anschub konnten die britischen Codebreaker im englischen Bletchley Park mit Ausbruch des Krieges einen erneuten Angriff auf die deutsche Maschine starten, der es ihnen in der Folge ermöglichte, die verschlüsselten deutschen Funksprüche nahezu kontinuierlich zu entziffern.
Kurz darauf, im September 1939, nach dem deutschen Überfall auf Polen, musste er sein Land verlassen, floh über Rumänien und fand zunächst Asyl in Frankreich, wo er, zusammen mit vielen seiner Kollegen aus dem BS im „PC Bruno“, einer geheimen nachrichtendienstlichen Einrichtung der Alliierten in der Nähe von Paris, seine erfolgreiche kryptanalytische Arbeit gegen die Enigma fortsetzen konnte. Mit der deutschen Offensive gegen Frankreich im Juni 1940 musste er erneut vor der anrückenden Wehrmacht flüchten und fanden einen neuen Standort (Tarnname: „Cadix“) bei Uzès in der freien südlichen Zone Frankreichs.

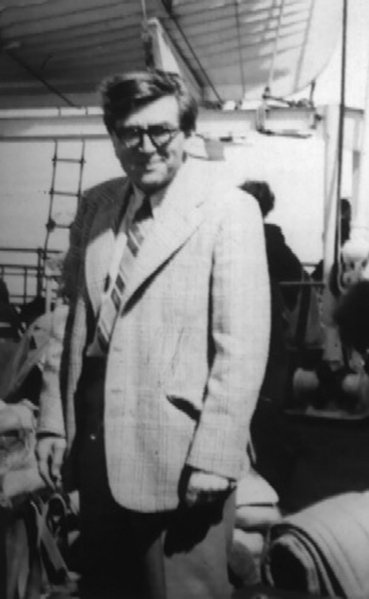
Zygalski in den 1940er-Jahren

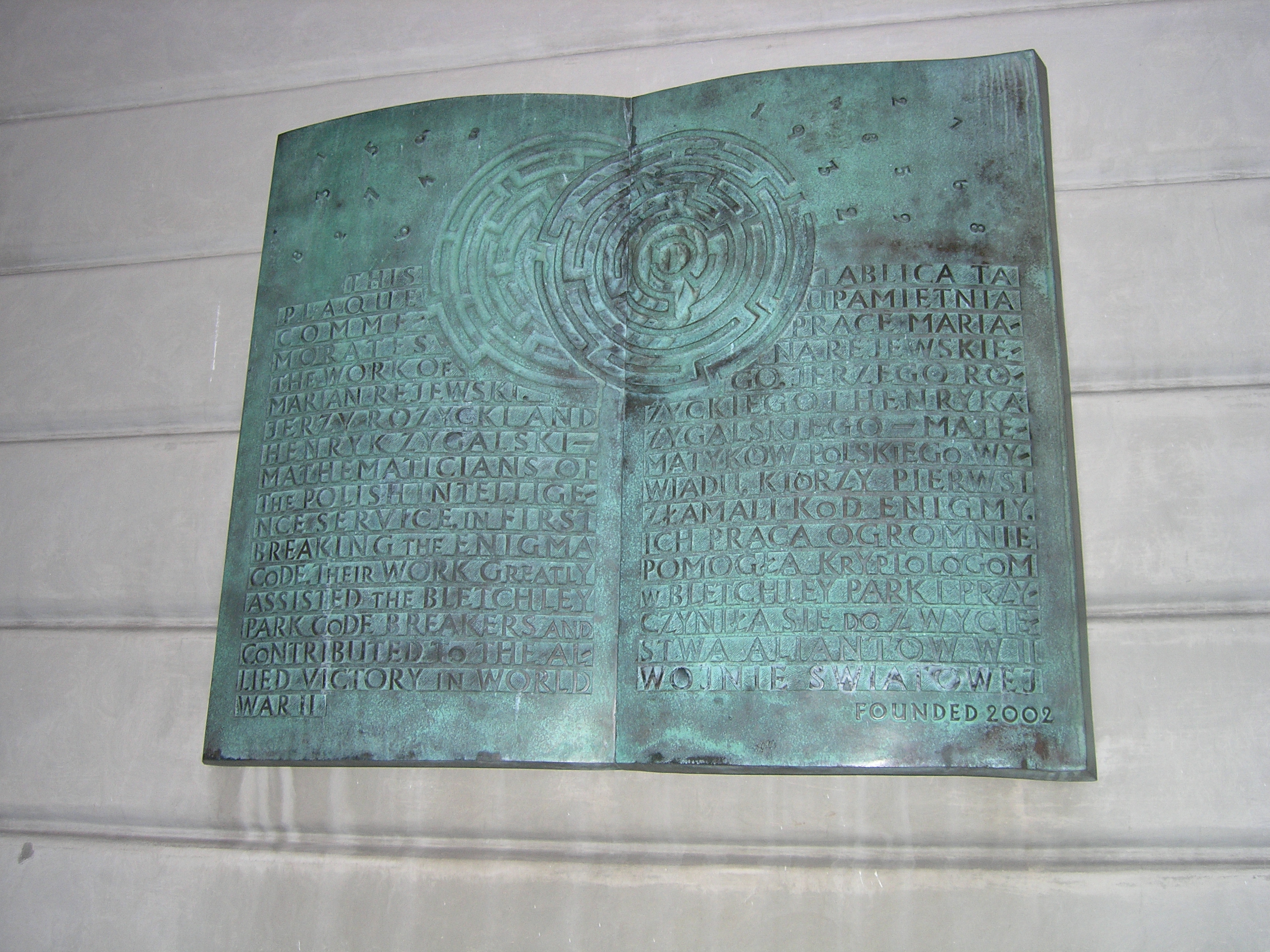
Gedenktafel für Zygalski und seine Kollegen am Warschauer Piłsudski-Platz

Später ging er nach England ins Exil und blieb dort auch nach dem Krieg, wo er als Mathematiklehrer an einer Schule Arbeit fand. Kurz vor seinem Tod wurde er für seine Verdienste beim Bruch der Enigma offiziell geehrt und erhielt die Ehrendoktorwürde der Polnischen Exil-Universität. Henryk Zygalski starb am 30. August 1978 in Plymouth und wurde in London beerdigt. Ihm zu Ehren wurde am Warschauer Piłsudski-Platz eine Gedenktafel angebracht. Im Jahr 2007, zum 75-jährigen Jubiläum der ersten Entzifferung der Enigma, wurde vor dem Residenzschloss in Posen das Kryptologen-Denkmal (polnisch: Pomnik kryptologów) enthüllt, das ihm und seinen beiden Kollegen gewidmet ist.